# Goorloop
Le Goorloop est un ruisseau néerlandais du Brabant-Septentrional.

## Géographie
La source du Goorloop est située au sud-est de Mierlo dans la petite zone naturelle de Sang en Goorkens. En sortant de cette réserve, il reçoit le Vleutloop, qui naît également près de là. Le Goorloop coule vers le nord, il passe sous le Canal d'Eindhoven puis entre Helmond et Stiphout. Entre Lieshout et Aarle-Rixtel, il croise le Canal Wilhelmine, avant de passer à l'ouest de Beek en Donk.
Près de Beek en Donk se trouve le confluent du Goorloop et du Donkervoortse Loop. De ce confluent naît le Boerdonkse Aa.

## Source
- (nl) Cet article est partiellement ou en totalité issu de l’article de Wikipédia en néerlandais intitulé « Goorloop » (voir la liste des auteurs).